# Mordella latesignata
Mordella latesignata es una especie de coleóptero de la familia Mordellidae.

## Distribución geográfica
Habita en Argentina.